# Complexo Desportivo Adega
El Complex Esportiu Adega (en portuguès: Complexo Desportivo Adega) és el nom que rep un estadi d'usos múltiples en Achada Grande Trás, a la ciutat de Praia, a l'illa de Santiago, part de l'arxipèlag i nació africana de Cap Verd. Actualment s'utilitza sobretot per als partits de futbol i competicions d'atletisme.